# Borangan
Borangan is een bestuurslaag in het regentschap Klaten van de provincie Midden-Java, Indonesië. Borangan telt 2349 inwoners (volkstelling 2010).